# Ford S-Max
La Ford S-Max est un véhicule de type monospace du constructeur automobile américain Ford vendu depuis le printemps 2006 sous deux générations. La seconde génération a été lancée à l'été 2015.

## Caractéristiques
Le S-Max a été le premier véhicule de la gamme Ford à présenter le style Kinetic Design. Le schéma du Kinetic Design comprend des phares angulaires, deux calandres trapézoïdales et de grands passages de roues.
Il est livré de série avec des pare-brise avant et arrière chauffants, des capteurs de stationnement, une entrée auxiliaire et une double climatisation. L'un des principaux arguments de vente du S-Max est le «Fold Flat System». Cette conception permet aux sièges des deuxième et troisième rangées de se replier en toute transparence dans le plancher, laissant un espace de rangement supplémentaire.

## Première génération (2006)
La première génération est étudiée pour l'Europe, où elle est d'ailleurs exclusivement vendue et fabriqué à Genk en Belgique. Elle a remporté le trophée européen de la voiture de l'année en 2007.
Reprenant la même plate-forme (l'EUCD) que la Galaxy deuxième génération, sortie en même temps, elle adopte un style plus dynamique pour se différencier avec cette dernière. Elle est plus courte de cinq centimètres mais moins haute (- 10 cm). Elle est par ailleurs plus large que la Galaxy. Elle est disponible avec cinq places de série ; mais une troisième rangée de deux sièges existe en option sur toute la gamme.
Ford a présenté en septembre 2013, au salon de Francfort, le S-Max Concept, qui préfigure le remplacement du modèle actuel, prévu en 2015.

### Modèles
Pour les marchés anglophones, il existe trois dérivés du S-Max: Edge, Zetec et le Titanium haut de gamme. Ford a déclaré qu'environ soixante pour cent des acheteurs de S-Max choisissent la spécification Titanium. Les niveaux de finition continentaux sont Trend, Titanium et le Titanium S haut de gamme.
En mars 2008, un puissant moteur diesel TDCi à rampe commune 2,2 L de 175 ch a été ajouté à la finition Titanium et offre une accélération de 0 à 100 km/h en 9,0 secondes. En septembre 2008, le populaire moteur TDCi 2.0 L de 140 ch avec transmission manuelle était proposé, rejetant 159 g de CO2/km. Le S-Max Trend a fait ses débuts en Chine en 2010. Le Trend est fondamentalement un S-Max normal, mais sans la troisième rangée de sièges arrière. L'idée est de le rendre moins cher et de donner plus d'espace de stockage aux personnes qui pourraient le vouloir.

### Groupe motopropulseur
Tous les S-Max utilisent des versions des moteurs Duratorq ou Duratec. Tous les moteurs sont équipés de boîtes de vitesses manuelles à cinq ou six rapports avec l'option d'une boîte de vitesses automatique à six vitesses.
| Moteur                                | Puissance                 | Transmission             |
| ------------------------------------- | ------------------------- | ------------------------ |
| TDCi de 1,8 L                         | 101 ch                    | Manuelle à 5 vitesses    |
| TDCi de 1,8 L                         | 125 ch                    | Manuelle à 5 vitesses    |
| TDCi de 1,8 L                         | 125 ch                    | Manuelle à 6 vitesses    |
| TDCi de 2,0 L                         | 115 ch (82 kW - 152 g/km) | Manuelle à 6 vitesses    |
| TDCi de 2,0 L                         | 140 ch                    | Manuelle à 6 vitesses    |
| 2.0 L                                 | 145 ch                    | Manuelle à 5 vitesses    |
| Flex Fuel 145 de 2,0 L                | 130 ch                    | Manuelle à 5 vitesses    |
| TDCi de 2,2 L                         | 175 ch                    | Manuelle à 6 vitesses    |
| 2.3 L                                 | 161 ch                    | Automatique à 6 vitesses |
| 2.5 L (partagé avec la Ford Focus ST) | 220 ch                    | Manuelle à 6 vitesses    |

Ce véhicule a également été converti pour utiliser un groupe motopropulseur hybride du marché secondaire : Langford Performance Engineering 'Whisper' powertrain  
Nouveaux moteurs essence pour les modèles de 2010/2011 :
- EcoBoost STCi de 1,6 L, manuelle à 6 vitesses, 160 ch
- EcoBoost STCi de 2,0 L, Powershift, 203 ch

Moteurs disponibles pour les modèles de 2012 :
- EcoBoost T 1,6 L de 160 ch (start/stop), manuelle à 6 vitesses
- EcoBoost 2,0 L de 203 ch, automatique Powershift
- EcoBoost 2,0 L de 240 ch, automatique Powershift
- TDCi 1,6 L de 115 ch (start/stop), manuelle à 6 vitesses
- TDCi 2,0 L de 140 ch, manuelle à 6 vitesses
- TDCi 2,0 L de 140 ch, automatique Powershift
- TDCi 2,0 L de 163 ch, manuelle à 6 vitesses
- TDCi 2,0 L de 163 ch, automatique Powershift
- TDCi 2,2 L de 200 ch, manuelle à 6 vitesses
- TDCi 2,2 L de 200 ch, automatique

Le modèle S-Max Titanium S 2.0 SCTi Ecoboost BVM fort de 240 ch en fait le monospace le plus rapide et le plus puissant au monde avec 240 km/h elle devance de 9 km/h l'Opel zafira 2.0 Turbo OPC atteignant 231 km/h et la Renault grand espace 3.5 v6 BVA de 245 ch qui atteint 225 km/h ([Information douteuse], quid par exemple du Mercedes classe R500 et R63 qui sont des monospaces atteignant tous les deux 250 km/h et d'une puissance supérieure à 380 ch ?)

### Sécurité
Le Ford S-Max n'incorpore aucune caractéristique de sécurité révolutionnaire, mais il a reçu une note de 5 étoiles / 36 points (Meilleur de sa catégorie) par l'Euro NCAP.
Les caractéristiques de sécurité du S-Max incluent le système de protection intelligent (SPI) qui combine une structure de carrosserie optimisée pour la résistance, équipement de retenue avec résistance aux chocs, aides à la conduite qui aident à éviter un accident et caractéristiques qui réduisent la probabilité de blessures lors d'un impact. Il dispose de nombreux airbags modernes, dont un airbag pour les genoux et un airbag pour le thorax.
Les S-Max ont également un système avancé de protection du cou, ceintures de sécurité à trois points, prétensionneurs optimisés, limiteurs de charge, sous-châssis de siège spéciaux qui permettent aux occupants de ne pas passer sous les ceintures de sécurité en cas de collision frontale, un système de volant pliable et pédales de sécurité. Pour la manipulation, il dispose d'un système de freinage antiblocage (SFA) avec distribution électronique de la force de freinage (DEF) et système de programme électronique de la stabilité (PES) standard.

### Média
La version haute performance du Ford S-Max a été examinée dans Top Gear (saison 8, épisode 7) contre le Vauxhall Zafira et le Mercedes B200 aux spécifications similaires. Le S-Max était le moins cher, mais il a été décrit comme ayant le meilleur intérieur et extérieur, et étant le plus confortable. Les présentateurs, James May et Richard Hammond, l'ont également considéré comme étant le plus pratique. Dans l'ensemble, ils ont fait l'éloge de la voiture et l'ont déclaré le meilleur rapport qualité-prix sur les trois.

### Récompense
Elle est élue « voiture de l'année 2007 (car of the year 2007) » par un collège d'une quarantaine de journaliste de la presse automobile de l'Union européenne.

### Galerie photo

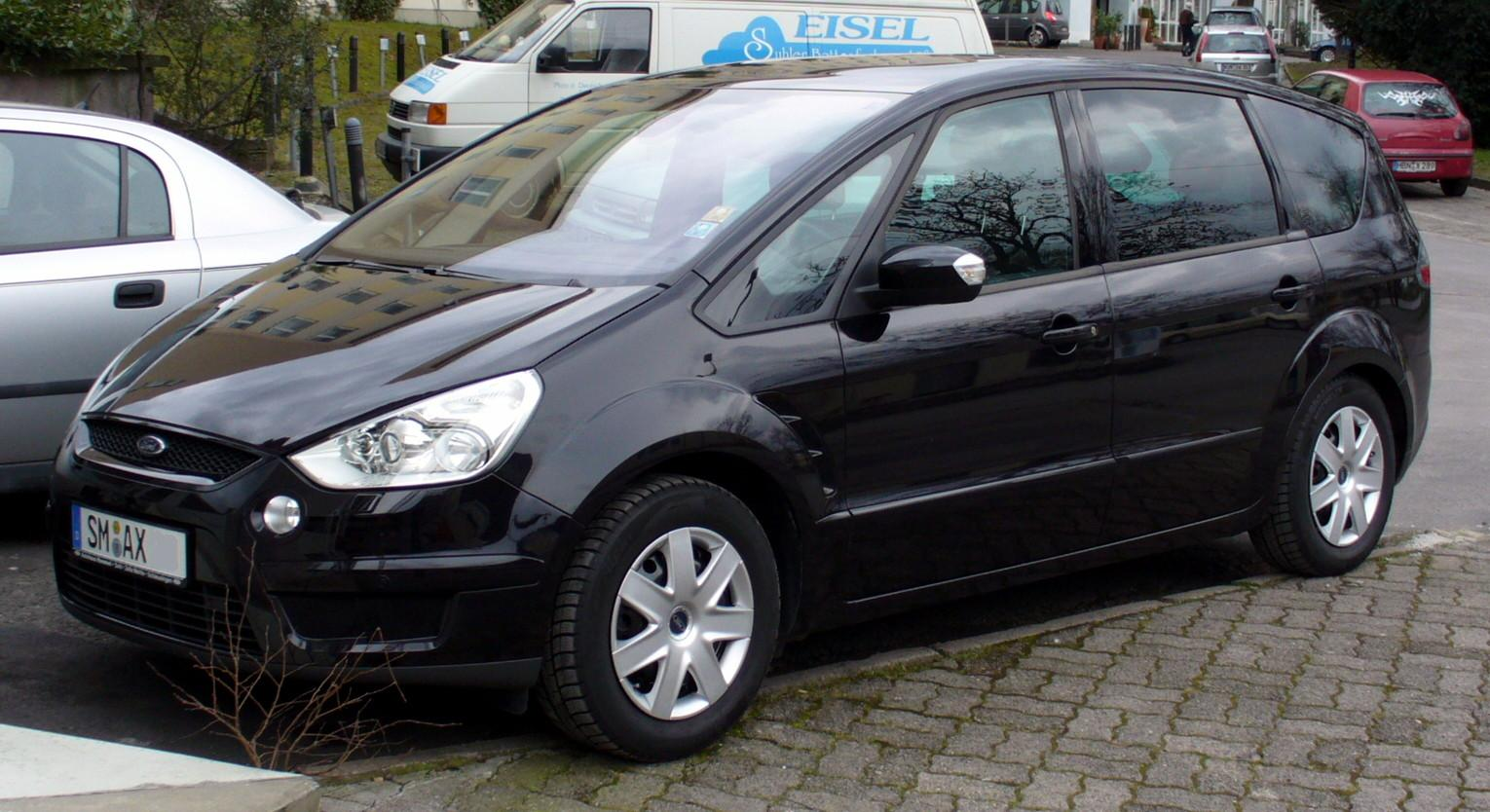
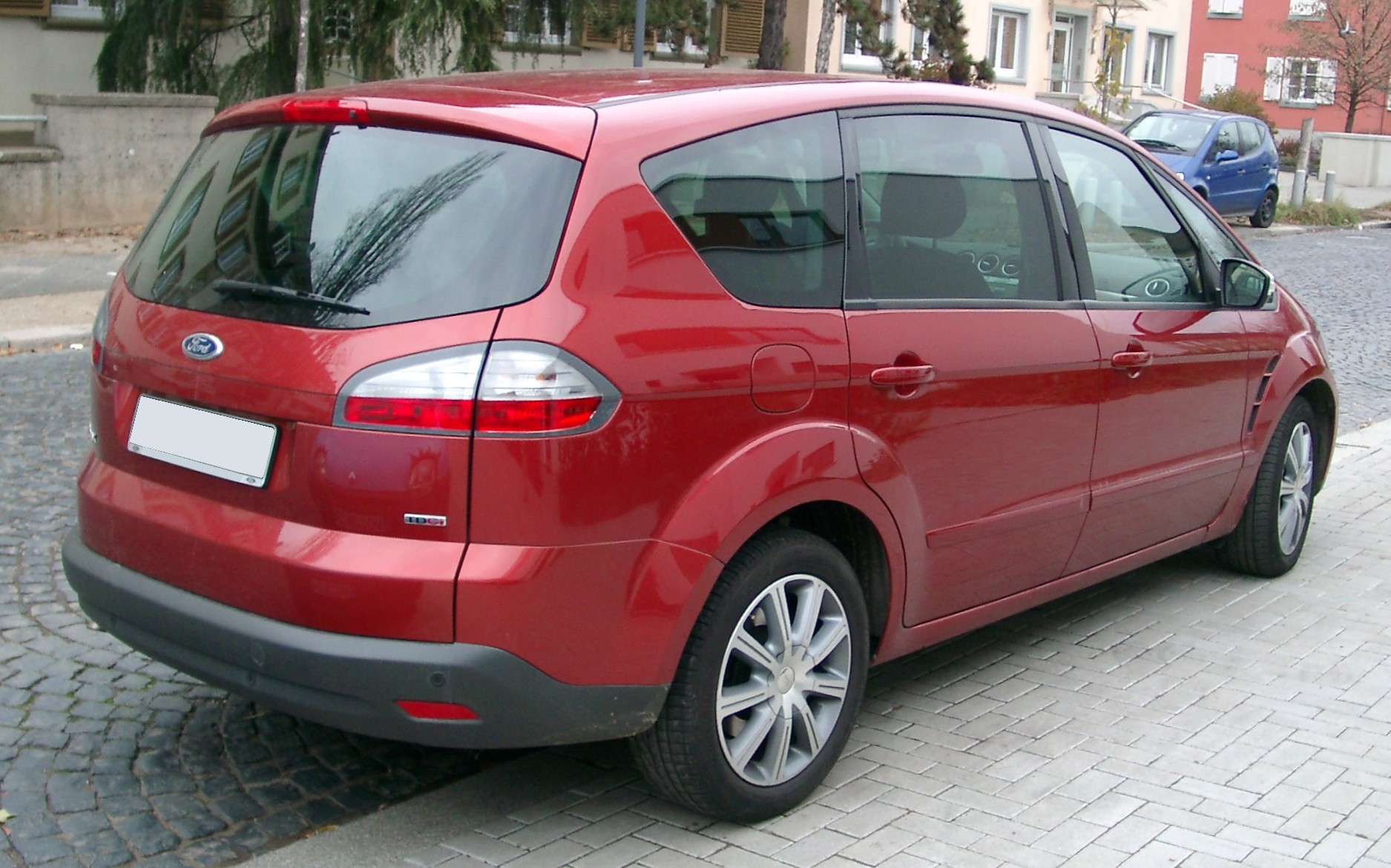
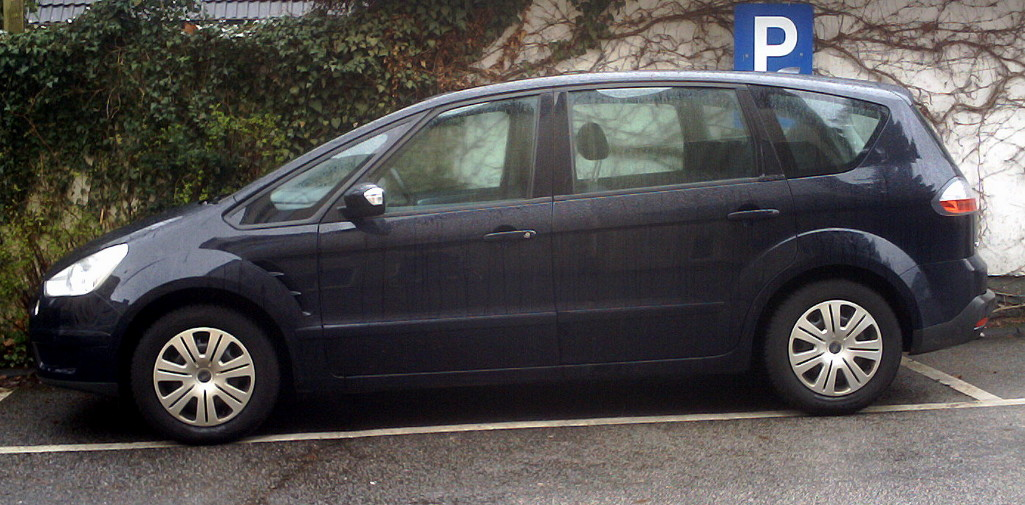
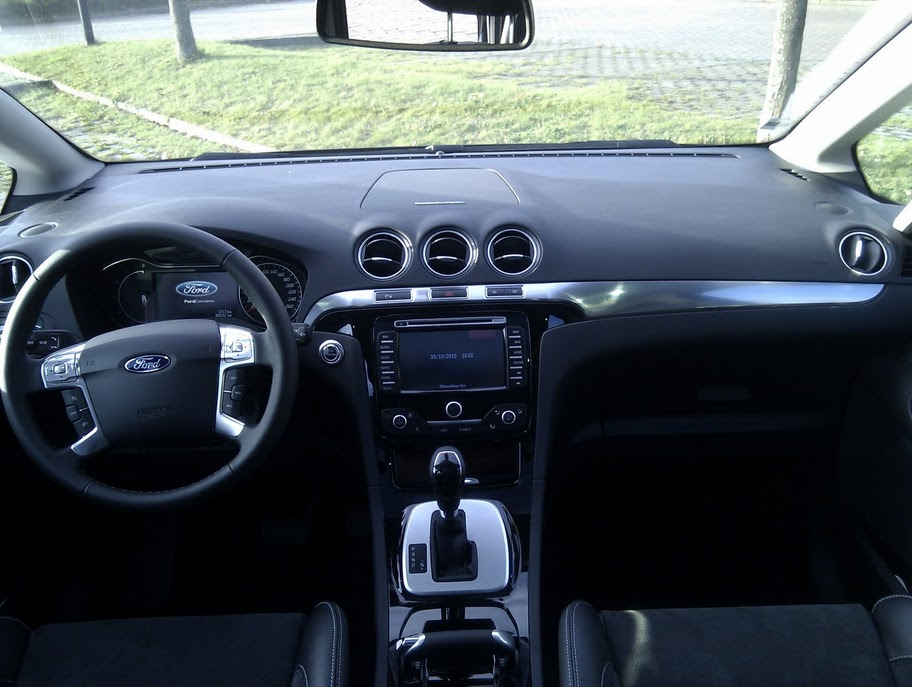
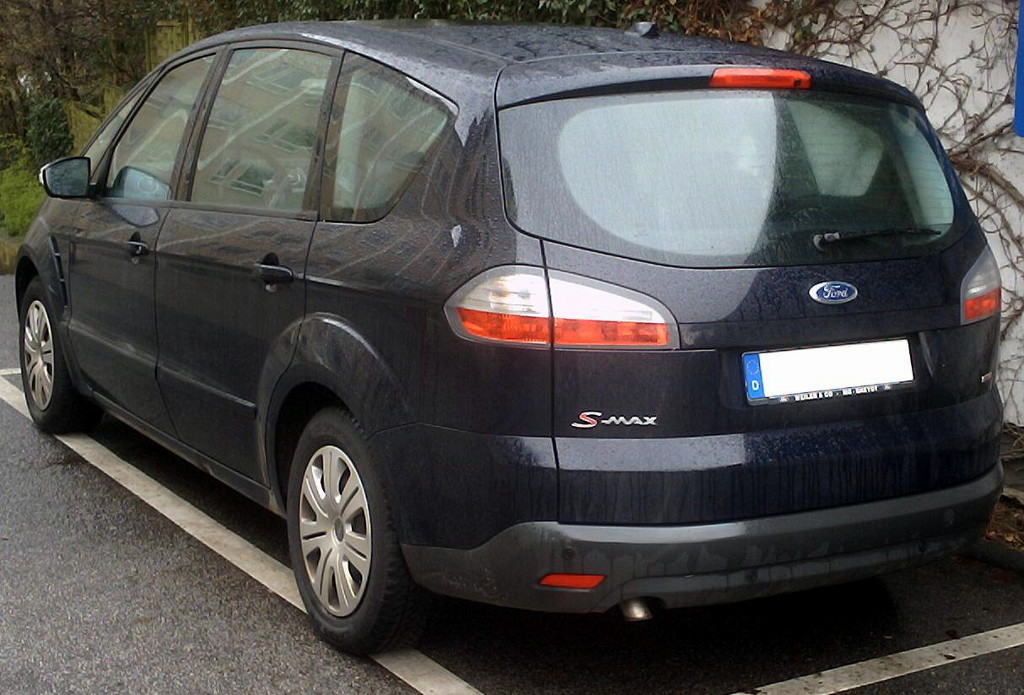
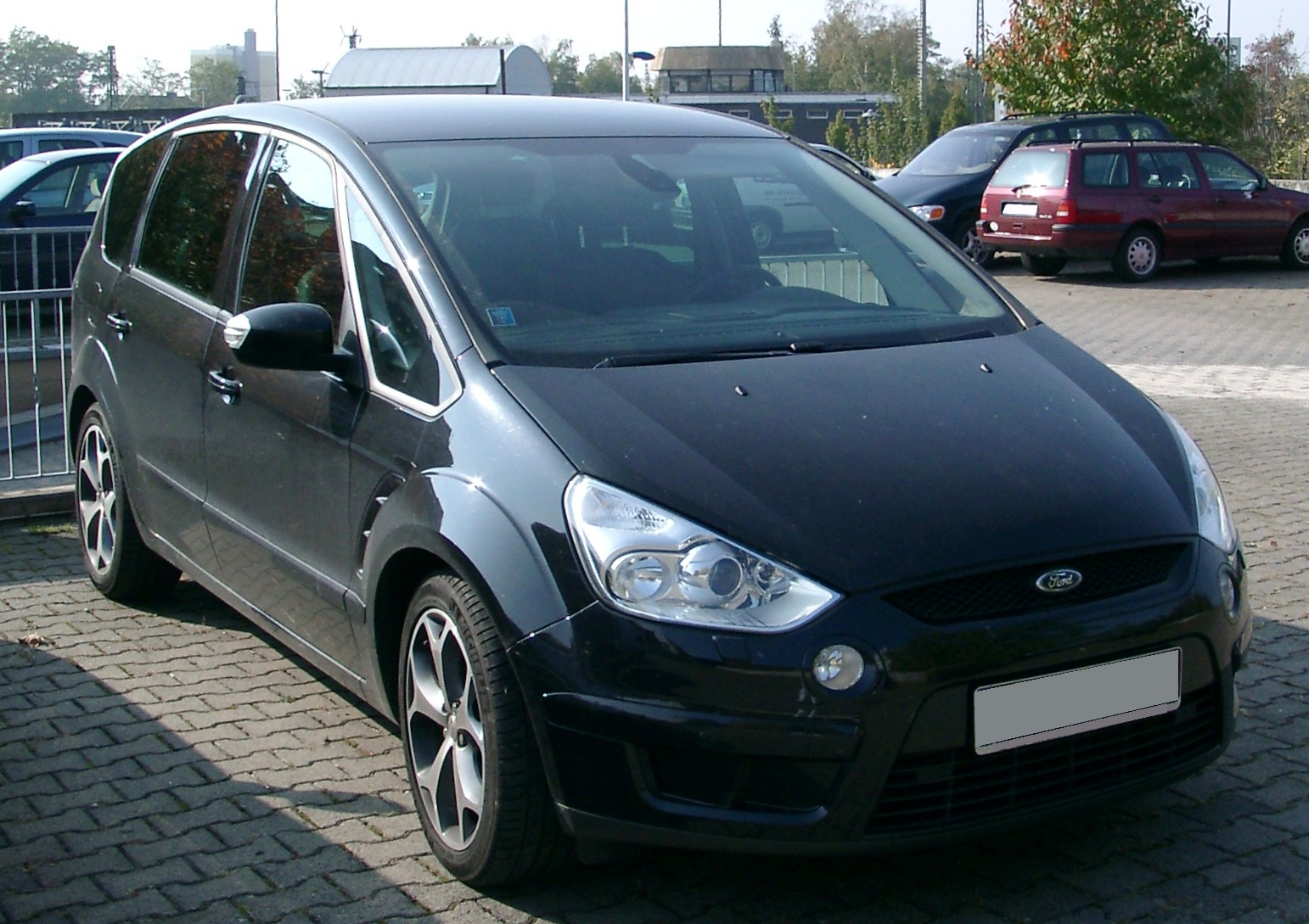

## Deuxième génération (2015)
Le Ford S-Max est renouvelé à l'été 2015. La deuxième génération a été présentée pour la première fois au Mondial de l'Automobile de Paris 2014.
Après que son frère, le Ford Galaxy, ait été présenté au Salon de Genève 2015, Ford a décidé de le mettre en production fin 2015.
Il repose sur la même plate-forme que les nouvelles Ford  et Mondeo et affiche la calandre au style Aston Martin, enfantée par le concept Evos. Il existe en 5 et 7 places.
Il est livré avec les mêmes moteurs que les Galaxy, Mondeo et Edge, qui se composent d'un moteur diesel (dans quatre états de réglage) et de deux moteurs essences. L'EcoBoost SCTi de 1.5 L à 160 ch et le SCTi de 2.0 L à 240 ch, ce dernier ne pouvant être obtenu qu'avec la transmission automatique 6F de Ford. Tous les moteurs diesels consomment en moyenne plus de 50 miles par gallon - le meilleur étant le Duratorq TDCi 2.0 L de 120 ch, qui produit 57 miles par gallon.
Les versions TDCi 2.0 L de 150 et 180 ch sont livrées avec une boîte manuelle à six vitesses ou la transmission Powershift, cette dernière peut également être équipée de la traction intégrale. Le moteur final, le TDCi Bi-Turbo 2.0 L de 210 ch est uniquement livré avec la boîte de vitesses Powershift, et il atteint le 0 à 97 km/h en moins de neuf secondes. Les niveaux de finition sont similaires à ceux de n'importe quelle Ford et reflètent ceux des Galaxy, Mondeo et Edge, y compris Zetec, Titanium et Titanium Sport, une finition exécutive, le Vignale, est également disponible.

### Phase 2
La version restylée est présentée en octobre 2019 avec une boîte automatique à 8 rapports tirée de la Ford Focus. Ce sera également sur cette nouvelle mouture que Ford se lancera dans l'utilisation d'une commande électronique circulaire rotative.
Le style extérieur évolue par petites touches. La calandre est redessinée. Dans l'habitacle, le S-Max peut recevoir en option, une connexion Wi-Fi.

Ford ne propose désormais plus aucun moteur essence. Le bloc diesel Ecoblue est quant à lui maintenu. Le 2.0 est décliné en trois niveaux de puissance : 150, 190 et 240 cv. Les blocs 190 et 240 peuvent être équipés de la transmission intégrale.

Phase II
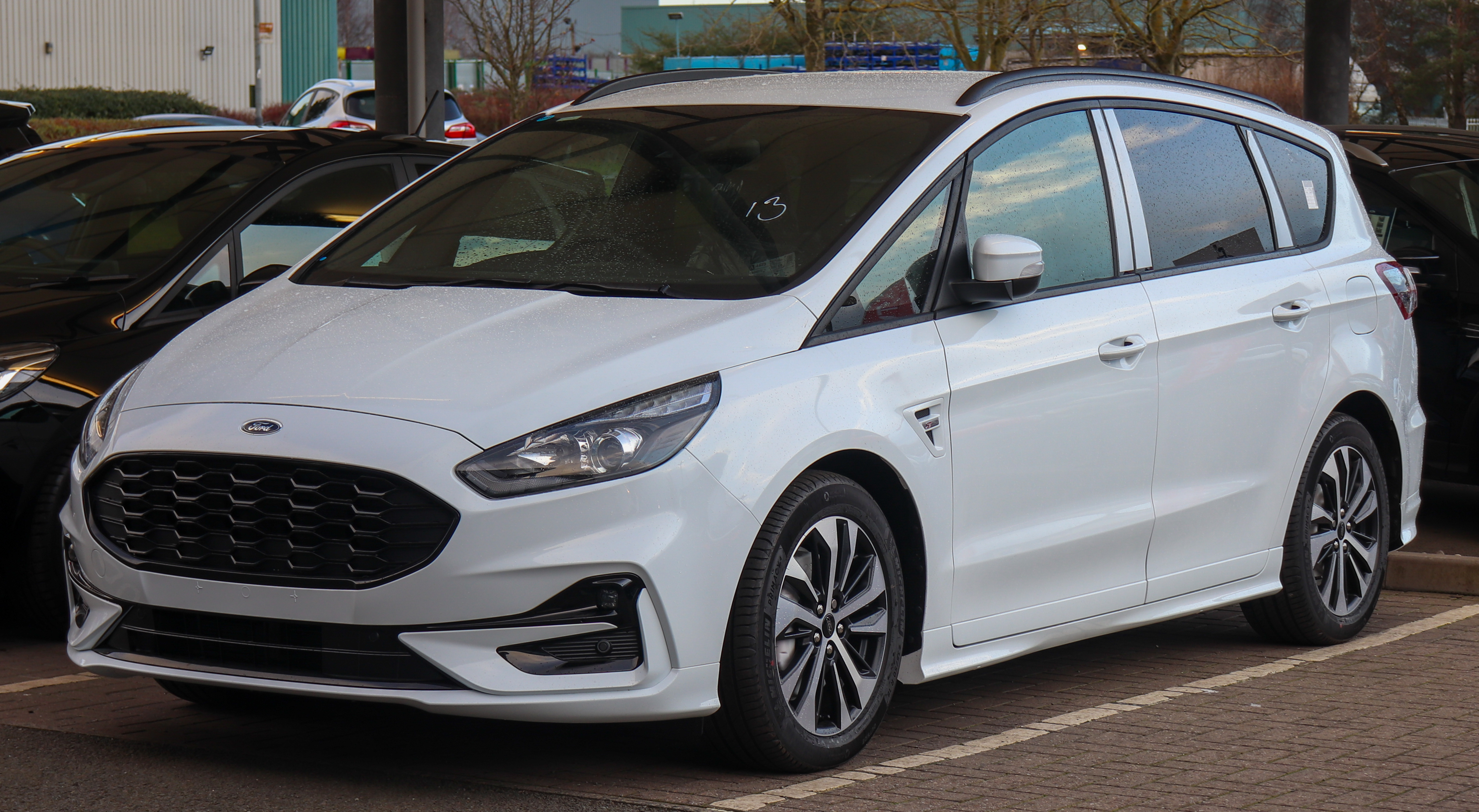
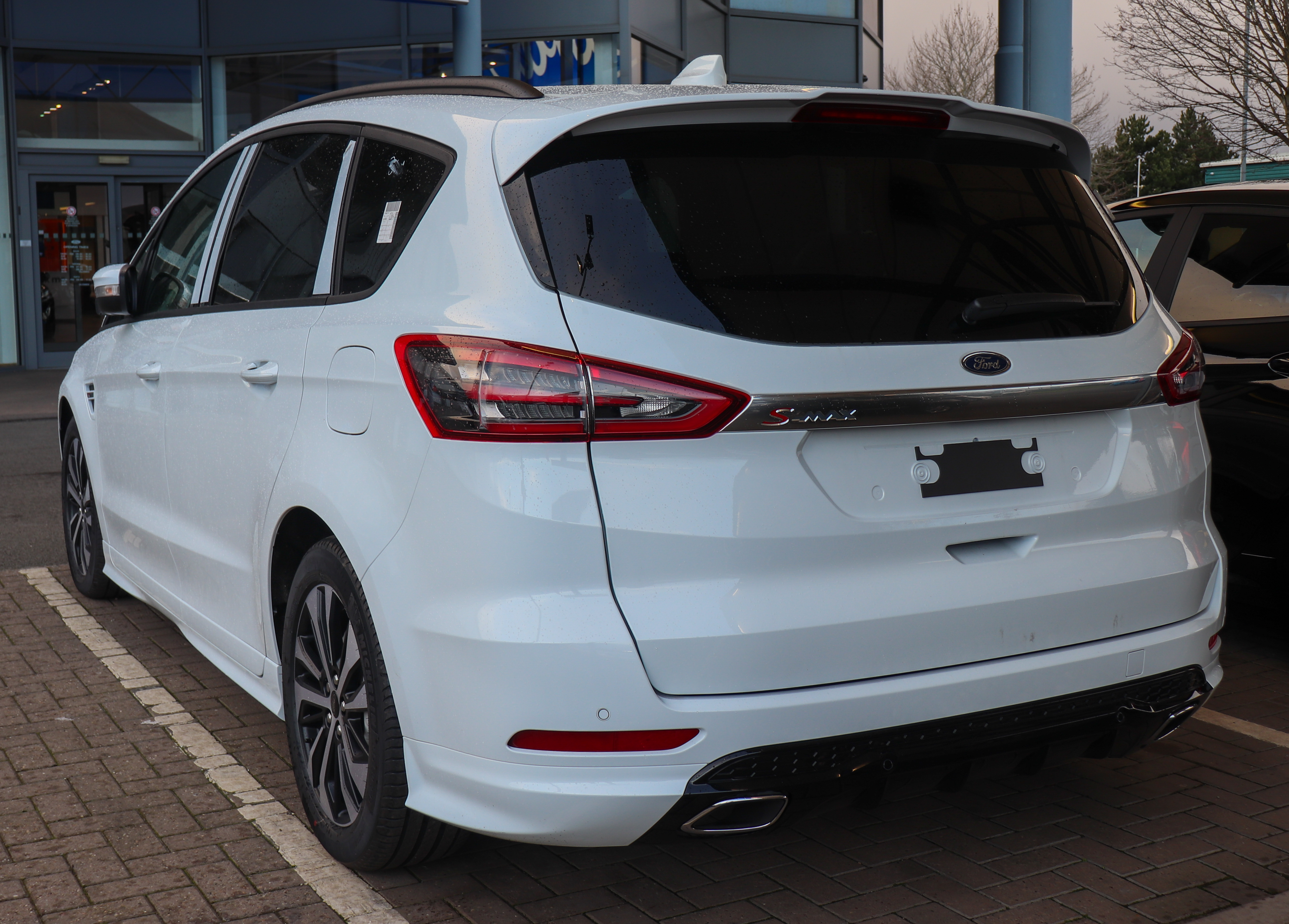

### Motorisations
| Modèle                        | Année(s) | Cylindrée | Type de carburant | Puissance | Couple  | 0 à 100 km/h | Emissions de CO2 |
| ----------------------------- | -------- | --------- | ----------------- | --------- | ------- | ------------ | ---------------- |
| EcoBoost 1,5 L de 160 ch      | 2015–    | 1 498 cm3 | Essence           | 159 ch    | 240 N⋅m | 9 s 9        | 149 g/km         |
| EcoBoost Auto 2,0 L de 240 ch | 2015–    | 1 999 cm3 | Essence           | 241 ch    | 345 N⋅m | 8 s 4        | 174 g/km         |

| Modèle                                           | Année(s)        | Cylindrée | Type de carburant | Puissance | Couple  | 0 à 100 km/h | Emissions de CO2 |
| ------------------------------------------------ | --------------- | --------- | ----------------- | --------- | ------- | ------------ | ---------------- |
| TDCi 2,0 L de 120 ch                             | 2015–           | 1 997 cm3 | Diesel            | 120 ch    | 310 N⋅m | 13 s 4       | 129 g/km         |
| TDCi 2,0 L de 150 ch                             | 2015–           | 1 997 cm3 | Diesel            | 150 ch    | 350 N⋅m | 10 s 8       | 129 g/km         |
| EcoBlue PowerShift TDCi 2,0 L de 150 ch          | 2015– 2019–     | 1 997 cm3 | Diesel            | 150 ch    | 350 N⋅m | 10 s 8       | 139 g/km         |
| EcoBlue AWD TDCi 2,0 L de 150 ch                 | 2015– 2019–     | 1 997 cm3 | Diesel            | 150 ch    | 350 N⋅m | 12 s 1       | 139 g/km         |
| EcoBlue TDCi 2,0 L de 180 ch                     | 2015–2019 2019– | 1 997 cm3 | Diesel            | 179 ch    | 400 N⋅m | 9 s 7        | 129 g/km         |
| EcoBlue PowerShift TDCi 2,0 L de 180 ch          | 2015–2019 2019– | 1 997 cm3 | Diesel            | 179 ch    | 400 N⋅m | 9 s 5        | 139 g/km         |
| EcoBlue PowerShift AWD TDCi 2,0 L de 180 ch      | 2015–2019 2019– | 1 997 cm3 | Diesel            | 179 ch    | 400 N⋅m | 10 s 5       | 149 g/km         |
| EcoBlue PowerShift Bi-Turbo TDCi 2,0 L de 210 ch | 2019–           | 1 997 cm3 | Diesel            | 209 ch    | 450 N⋅m | 8 s 8        | 144 g/km         |

### Finitions
Le S-Max est disponible en quatre finitions :
- Trend
- Business Nav
- Titanium
- ST-Line

#### Séries spéciales
- Vignale

## Ventes en France[8]
| 2006  | 2007  | 2008  | 2009  | 2010  | 2011  | 2012 | 2013  | 2014  | 2015  | 2016 | 2019  | Total  |
| ----- | ----- | ----- | ----- | ----- | ----- | ---- | ----- | ----- | ----- | ---- | ----- | ------ |
| 4 569 | 7 368 | 5 038 | 4 497 | 4 256 | 1 031 | NC   | 2 564 | 3 452 | 1 494 |      | 1 333 | 34 108 |